# Івано-Франківська АЕС
Івано-Франківська атомна електростанція — планована атомна електростанція в Радянському Союзі. Передбачалося розташувати її в Івано-Франківській області УРСР, поблизу селища Рожнятів. Після проведення вишукувальних робіт було вирішено перенести АЕС до Миколаївської області. Загальна валова потужність двох реакторів станції повинна була становити 2000 МВт.

## Історія та технічна інформація

### Витоки
У 1970-х роках у Радянському Союзі було обрано багато місць для можливого майбутнього будівництва атомних електростанцій. Одним із них стало місце біля містечка Рожнятів. У тому ж десятилітті була прийнята пропозиція про будівництво електростанції загальною потужністю 2000 МВт з використанням двох радянських атомних реакторів з водою під тиском ВВЕР-1000/302, попередника В320.

### Будівництво
Будівництво було заплановано розпочати в 1975 році та завершити на рубежі 1970-х і 1980-х років, але після огляду майданчика було виявлено певний сейсмічний ризик, тому було віддано перевагу будівництву Південноукраїнської атомної електростанції. Передбачалося побудувати два ВВЕР-1000/302 валовою потужністю 1000 МВт і чистою потужністю 950 МВт кожен.

## Інформація про реактори
| Реактор            | Тип реактора  | Продуктивність | Продуктивність | Початок будівництва               | Підключення до мережі             | Введення в експлуатацію           | Закриття |
| Реактор            | Тип реактора  | Нетто          | Брутто         | Початок будівництва               | Підключення до мережі             | Введення в експлуатацію           | Закриття |
| ------------------ | ------------- | -------------- | -------------- | --------------------------------- | --------------------------------- | --------------------------------- | -------- |
| Івано-Франківськ-1 | ВВЕР-1000/302 | 950 MW         | 1000 MW        | Заплановане будівництво скасовано | Заплановане будівництво скасовано | Заплановане будівництво скасовано |          |
| Івано-Франківськ-2 | ВВЕР-1000/302 | 950 MW         | 1000 MW        | Заплановане будівництво скасовано | Заплановане будівництво скасовано | Заплановане будівництво скасовано |          |